# Argyra flavicornis
Argyra flavicornis är en tvåvingeart som beskrevs av Van Duzee 1925. Argyra flavicornis ingår i släktet Argyra och familjen styltflugor. Inga underarter finns listade i Catalogue of Life.